# Любомирська сільська рада (Добровеличківський район)
| Любомирська сільська рада — колишній орган місцевого самоврядування у Добровеличківському районі Кіровоградської області з адміністративним центром у с. Любомирка. Сільській раді підпорядковані населені пункти: - с. Любомирка - с. Вікняне - с. Коколове |

## Склад ради
Рада складалася з 12 депутатів та голови.

### Керівний склад ради
| ПІБ                          | Основні відомості                                                 | Дата обрання | Дата звільнення |
| ---------------------------- | ----------------------------------------------------------------- | ------------ | --------------- |
| Пахалюк Олександр Григорович | Сільський голова, 1965 року народження, освіта, безпартійний      | 26.03.2006   | 31.10.2010      |
| Пахалюк Олександр Григорович | Сільський голова, 1965 року народження, освіта вища, безпартійний | 31.10.2010   |                 |

Примітка: таблиця складена за даними джерела

## Населення
Згідно з переписом УРСР 1989 року чисельність наявного населення сільської ради становила 753 особи, з яких 331 чоловік та 422 жінки.
За переписом населення України 2001 року в сільській раді мешкало 689 осіб.

### Мова
Розподіл населення за рідною мовою за даними перепису 2001 року:
| Мова       | Відсоток |
| ---------- | -------- |
| українська | 92,58 %  |
| молдовська | 3,20 %   |
| російська  | 2,77 %   |
| вірменська | 1,02 %   |
| білоруська | 0,44 %   |